# Haruo Nakajima
Haruo Nakajima (中島 春雄 Nakajima Haruo?, n. 1 ianuarie 1929, Sakata, Japonia – d. 7 august 2017, Tokyo⁠(d), Tōkyō, Japonia) a fost un actor japonez cunoscut pentru interpretarea monstrului Godzilla în douăsprezece filme consecutive, de la originalul Godzilla (1954) până la Godzilla vs. Gigan (1972). El a interpretat, de asemenea, alți monștri gigantici în filmele kaiju, inclusiv Mothra și The War of the Gargantuas, și a apărut într-un rol minor în filmul Cei șapte samurai (1954) al lui Akira Kurosawa.

## Carieră
Nakajima s-a născut în orașul Yamagata, Japonia. Primul său rol actoricesc a fost în filmul Sword for Hire (1952). El și-a început cariera de actor cascador în filmele de samurai și a avut un mic rol în filmul Cei șapte samurai din 1954, unde a interpretat un bandit.
El a fost considerat de fani și chiar de producătorii de la Hollywood drept cel mai bun actor din istoria îndelungată a francizei Godzilla. La acea vreme, regizorul de efecte speciale al companiei Toho, Eiji Tsuburaya, l-a considerat neprețuit, iar Nakajima a fost angajat pentru a juca rolurile majorității kaiju-urilor (monștri japonezi) ca actor costumat. După 24 de ani de carieră, s-a retras din activitatea de actor costumat după finalizarea filmului Godzilla vs. Gigan (1972), când studioul l-a scos din grila de actori contractuali, după ce s-a divizat în mai multe filiale în 1970. El a mai rămas angajat la Toho timp de câțiva ani și se presupune că a primit un post la sala de bowling a studioului, amplasată pe locul unui fost platou de filmare.
Începând de la sfârșitul anilor 1990 Nakajima a avut o serie de apariții personale la diferite convenții cu privire la monștrii japonezi. El a apărut la convenția Monsterpalooza din Burbank, California, în aprilie 2011. Autobiografia sa în limba japoneză,『怪獣人生 元祖ゴジラ俳優・中島春雄』 (Viață de monstru: Haruo Nakajima, actorul din filmul original Godzilla), a fost lansată în 2010.

## Moartea
La 7 august 2017 o parte a presei japoneze a raportat că Nakajima a murit, la vârsta de 88 de ani. A doua zi, pe 8 august, fiica sa, Sonoe Nakajima, a confirmat că tatăl ei a murit de pneumonie. În 2018 asteroidul 110408 Nakajima a fost numit în memoria sa. Filmul Godzilla: King of the Monsters a fost dedicat memoriei sale.

## Filmografie selectivă

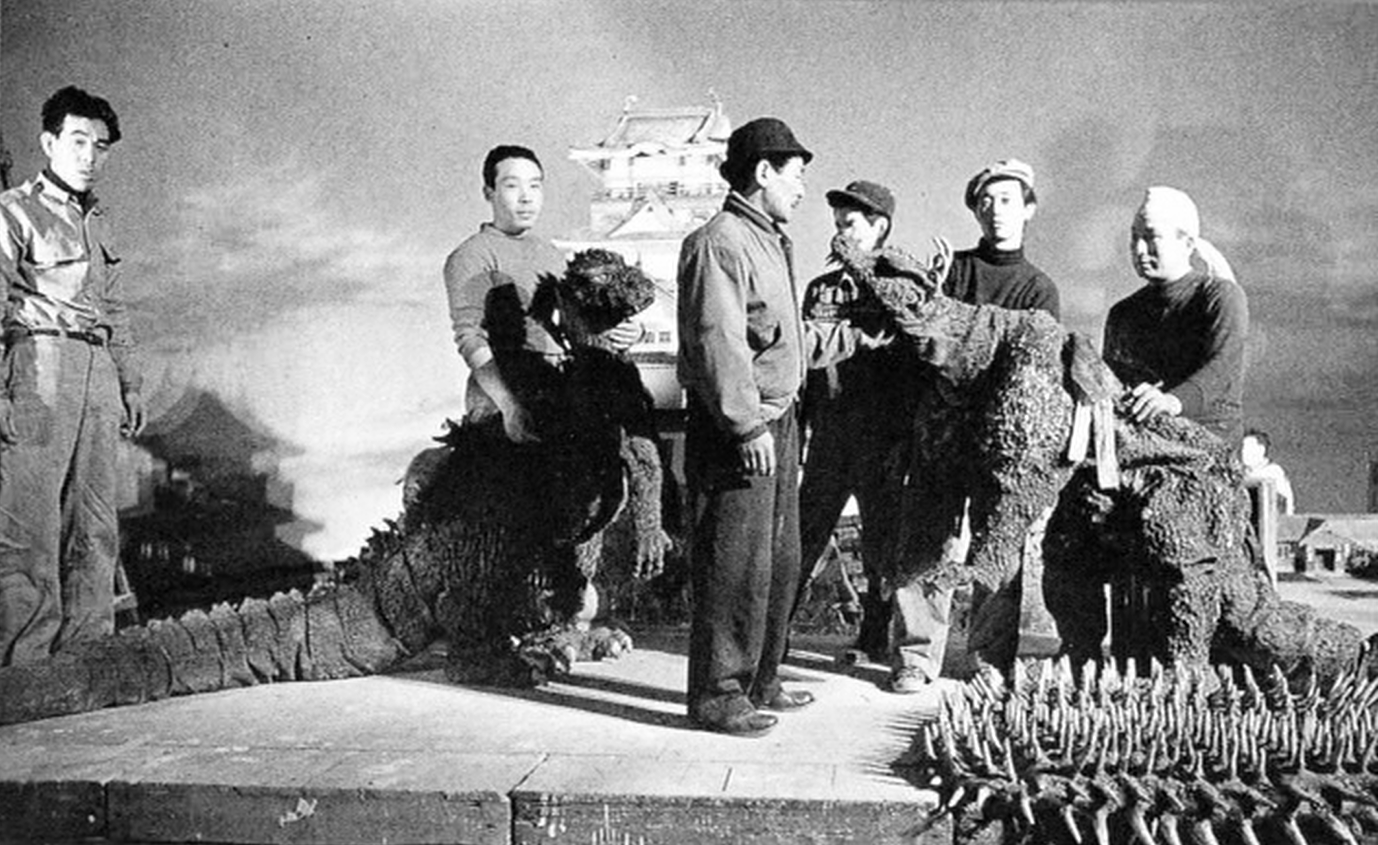
Nakajima (al doilea din stânga) pe platoul de filmare al Godzilla Raids Again, 1955

### Filme
| An   | Titlu                              | Observații                         |
| ---- | ---------------------------------- | ---------------------------------- |
| 1952 | Sword for Hire                     | Primul rol menționat într-un film. |
| 1953 | Eagle of the Pacific               | Rol actoricesc.                    |
| 1954 | Cei șapte samurai                  | Bandit.                            |
| 1954 | Godzilla                           | Godzilla.                          |
| 1954 | The Invisible Avenger              | Rol actoricesc.                    |
| 1955 | Godzilla Raids Again               | Godzilla.                          |
| 1956 | Rodan                              | Rodan.                             |
| 1957 | The Mysterians                     | Moguera.                           |
| 1958 | The H-Man                          | Sailor.                            |
| 1958 | Varan the Unbelievable             | Varan.                             |
| 1958 | The Hidden Fortress                | Rol actoricesc.                    |
| 1960 | The Human Vapor                    | Rol actoricesc.                    |
| 1961 | The Story of Osaka Castle          | Rol actoricesc.                    |
| 1961 | Yojimbo                            | Rol actoricesc.                    |
| 1961 | Mothra                             | Mothra (omidă)                     |
| 1962 | Gorath                             | Maguma.                            |
| 1962 | King Kong vs. Godzilla             | Godzilla.                          |
| 1963 | Matango                            | Rol actoricesc.                    |
| 1963 | Atragon                            | Rol actoricesc.                    |
| 1964 | Mothra vs. Godzilla                | Godzilla.                          |
| 1964 | Dogora                             | Rol actoricesc.                    |
| 1964 | Ghidorah, the Three-Headed Monster | Godzilla.                          |
| 1965 | Frankenstein Conquers the World    | Baragon.                           |
| 1965 | Invasion of Astro-Monster          | Godzilla.                          |
| 1966 | The War of the Gargantuas          | Gaira.                             |
| 1966 | Ebirah, Horror of the Deep         | Godzilla.                          |
| 1967 | King Kong evadează                 | King Kong.                         |
| 1967 | Son of Godzilla                    | Godzilla.                          |
| 1968 | Destroy All Monsters               | Godzilla/Baragon.                  |
| 1969 | Latitude Zero                      | Rol actoricesc.                    |
| 1969 | All Monsters Attack                | Godzilla.                          |
| 1970 | Space Amoeba                       | Diferite roluri de monștri.        |
| 1971 | Godzilla vs. Hedorah               | Godzilla.                          |
| 1972 | Godzilla vs. Gigan                 | Godzilla.                          |
| 1973 | Scufundarea Japoniei               | Șofer.                             |

### Filme de televiziune
| An        | Titlu       | Observații                                  |
| --------- | ----------- | ------------------------------------------- |
| 1966      | Ultra Q     | Rol actoricesc.                             |
| 1966-1967 | Ultraman    | Roluri diferite de monștri.                 |
| 1967-1969 | Ultra Seven | Rol actoricesc, roluri diferite de monștri. |

## Legături externe
- Haruo Nakajima la Internet Movie Database
- Roberto, John Rocco. Shigeko Kojima (trad.) Winter 1999. „An Interview with Godzilla: Hauro Nakajima”, publicată inițial în Kaiju Fan.
- Biografia lui Haruo Nakajima în format de benzi desenate